# Sắt(II) fluoride
Sắt(II) fluoride (tên gọi khác: ferơ fluoride) là một hợp chất vô cơ với công thức phân tử FeF2. Hợp chất này thường được biết đến dưới dạng ngậm nước FeF2·4H2O, và thường được gọi bằng cùng tên. Các dạng khan và hydrat hóa tồn tại dưới dạng chất rắn kết tinh trắng.

## Phòng tránh tai nạn
Trong khi thí nghiệm với hóa chất này, cần đeo thiết bị hô hấp và bảo vệ thích hợp. Nên để thoáng gió nơi sử dụng. Không hút bụi, khói do hóa chất phản ứng.
Không được để hóa chất tiếp xúc vào mắt hoặc da và cần cẩn thận phòng cháy, loại bỏ các nguồn khả năng gây cháy.
Để bào vệ môi trường và tránh tai nạn đáng tiếc: Không được đổ thẳng vào cống hoặc thải trực tiếp vào môi trường tự nhiên.

## Xử lý và bảo quản
Xử lý hóa chất trong một quy trình kín, hạn chế tạo ra bụi và tránh hít bụi hoặc khói. Cung cấp thông gió đầy đủ nếu bụi được tạo ra.
Rửa sạch thân thể cách kỹ lưỡng trước khi ăn hoặc hút thuốc.
Lưu trữ ở nơi khô mát, niêm phong trong các thùng chứa được dán nhãn cẩn thận. Bảo vệ sắt(II) fluoride khỏi độ ẩm, cần để xa các chất oxy hóa hoặc axit.

## Hợp chất khác
FeF2 còn tạo một số hợp chất với NH3, như FeF2·0,5NH3·H2O, FeF2·NH3·H2O hay FeF2·5NH3·H2O đều là tinh thể xám nhạt.
FeF2 còn tạo một số hợp chất với N2H4, như FeF2·2N2H4 là chất rắn màu xám lục.